# Zeetijger (schip, 2011)
De Zeetijger is een zeesleper en multifunctionele boeienlegger die vanaf 2011 vaart voor de Vlaamse overheidsrederij VLOOT, een onderdeel van het Agentschap Maritieme Dienstverlening en Kust (MDK). Het is een multifunctioneel schip dat de 264 boeien op zee dient te onderhouden, de radartoren op de Oostdijckbank dient te bevoorraden, kan ingezet worden bij detectie van olievervuiling, zoek- en reddingsacties en algemeen sleepwerk. Het schip vaart op zwavelarme brandstof en heeft een beperkt uitstootniveau van stikstofoxiden.
Het schip, een Shoalbuster 3009 type van Damen Schipyards, werd op 5 oktober 2010 tewatergelaten bij de scheepswerf in Gorinchem. Het werd gedoopt op 28 februari 2011. Meter is Vlaams minister Hilde Crevits. Het schip neemt de taken van de Zeearend over, een schip dat in 1957 op de Temsewerf werd opgeleverd.